# National Hockey League 1923/1924

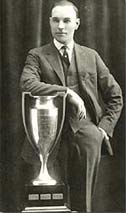
Frank Nighbor med Hart Memorial Trophy.

National Hockey League 1923/1924 var den sjunde säsongen av NHL. Fyra lag spelade 24 matcher var i grundserien innan spelet om Stanley Cup inleddes den 8 mars 1924. Stanley Cup vanns av Montreal Canadiens som tog sin andra titel efter finalseger mot Calgary Tigers med 2-0 i matcher. Calgary Tigers fick spela om Stanley Cup efter vinst i WCHL.
Ottawa Senators center Frank Nighbor tilldelades den allra första Hart Memorial Trophy som grundseriens mest värdefulle spelare.

## Grundserien 1923/1924
Not: SM = Spelade matcher, V = Vunna, O = Oavgjorda, F = Förlorade, GM = Gjorda mål, IM = Insläppta mål, P = Poäng, MSK = Målskillnad
- Lag i grönt till NHL-final
- Lag i rött hade spelat klart för säsongen

| Grundserien          | SM | V  | O | F  | GM | IM | P  | MSK |
| -------------------- | -- | -- | - | -- | -- | -- | -- | --- |
| Ottawa Senators      | 24 | 16 | 0 | 8  | 74 | 54 | 32 | +20 |
| Montreal Canadiens   | 24 | 13 | 0 | 11 | 59 | 48 | 26 | +11 |
| Toronto St. Patricks | 24 | 10 | 0 | 14 | 59 | 85 | 20 | -26 |
| Hamilton Tigers      | 24 | 9  | 0 | 15 | 63 | 68 | 18 | -5  |

## Poängligan 1923/1924
Not: SM = Spelade matcher, M = Mål, A = Assists, P = Poäng
| Spelare          | Lag                 | SM | M  | A  | P  |
| ---------------- | ------------------- | -- | -- | -- | -- |
| Cy Denneny       | Ottawa Senators     | 21 | 22 | 2  | 24 |
| Georges Boucher  | Ottawa Senators     | 21 | 13 | 10 | 23 |
| Billy Boucher    | Montreal Canadiens  | 23 | 16 | 6  | 22 |
| Aurèle Joliat    | Montreal Canadiens  | 24 | 15 | 5  | 20 |
| Cecil "Babe" Dye | Toronto St Patricks | 19 | 17 | 2  | 19 |
| Billy Burch      | Hamilton Tigers     | 24 | 16 | 2  | 18 |
| Frank Nighbor    | Ottawa Senators     | 20 | 11 | 6  | 17 |
| Jack Adams       | Toronto St Patricks | 22 | 13 | 3  | 16 |
| Howie Morenz     | Montreal Canadiens  | 24 | 13 | 3  | 16 |
| King Clancy      | Ottawa Senators     | 24 | 8  | 8  | 16 |

## Slutspelet 1924
Ettan och tvåan i serien spelade final i bäst av två matcher där den som gjort mest mål spela Stanley Cup-semifinal. Semifinalen spelades mot vinnaren i PCHA i bäst av tre matcher, där vinnaren fick spela Stanley Cup-final mot vinnaren i WCHL. Finalen spelades i bäst av tre matcher.

### NHL-final
Ottawa Senators vs. Montreal Canadiens
Montreal Canadiens vann serien med 5-2 i målskillnad.

### Stanley Cup-semifinal
Vancouver Maroons vs. Montreal Canadiens
Montreal Canadiens vann semifinalserien med 2-0 i matcher

## Stanley Cup-final
Montreal Canadiens vs. Calgary Tigers
Montreal Canadiens vann serien med 2-0 i matcher

## Slutspelets poängliga
Not: SM = Spelade matcher; M = Mål; A = Assists; P = Poäng
| Spelare      | Lag                | SM | M | A | P  |
| ------------ | ------------------ | -- | - | - | -- |
| Howie Morenz | Montreal Canadiens | 6  | 7 | 3 | 10 |

## NHL Awards
| 1923–24 NHL Awards      | 1923–24 NHL Awards             |
| ----------------------- | ------------------------------ |
| Prince of Wales Trophy: | Montreal Canadiens             |
| Hart Memorial Trophy:   | Frank Nighbor, Ottawa Senators |